# لیویو فونگارو
لیویو فونگارو (انگلیسی: Livio Fongaro; ۲ ژانویهٔ ۱۹۳۱ – ۱۱ ژوئیهٔ ۲۰۰۷) بازیکن فوتبال اهل ایتالیا بود.
از باشگاه‌هایی که در آن بازی کرده‌است می‌توان به باشگاه فوتبال جنوآ و باشگاه فوتبال اینتر میلان اشاره کرد.